# Montarnaud
Montarnaud [mɔ̃.taʁ.nɔ] (en occitan [mun.tar.'nawt]) est une commune française située dans l'est du département de l'Hérault en région Occitanie, à une quinzaine de kilomètres de Montpellier.
Exposée à un climat méditerranéen, elle est drainée par le Mosson, le ruisseau de Lassedéron, le ruisseau de la Garonne et par deux autres cours d'eau. La commune possède un patrimoine naturel remarquable : deux sites Natura 2000 (la « montagne de la Moure et Causse d'Aumelas » et les « garrigues de la Moure et d'Aumelas ») et quatre zones naturelles d'intérêt écologique, faunistique et floristique.
Montarnaud est une commune rurale qui compte 4 186 habitants en 2022, après avoir connu une forte hausse de la population depuis 1962. Elle est dans l'unité urbaine de Montarnaud et fait partie de l'aire d'attraction de Montpellier. Ses habitants sont appelés les Montarnéens ou  Montarnéennes.

## Géographie

### Localisation

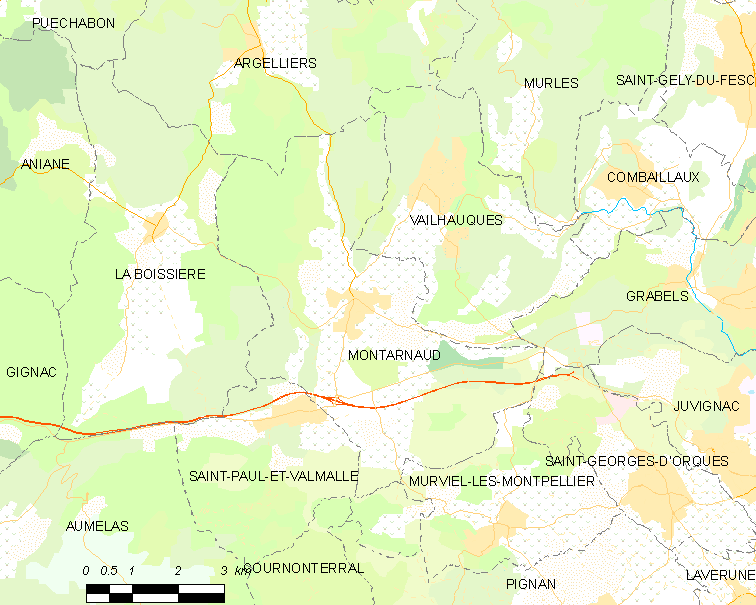
Carte.

Située à l'ouest de Montpellier, Montarnaud s'étend sur l'étroite plaine de la Mosson et de ses petits affluents ; une plaine dominée par des collines, et adossée à un relief forestier, le bois de la Rouvière, situé à environ 200 m d'altitude. La Mosson prend sa source sur le territoire de la commune.

### Communes limitrophes
|                        | Argelliers              |                                 |
| La Boissière           | Montarnaud              | Vailhauquès                     |
| Saint-Paul-et-Valmalle | Murviel-lès-Montpellier | Grabels, Saint-Georges-d'Orques |

### Géologie et relief
La superficie de la commune est de 2 753 hectares ; son altitude varie de 105 à 319 mètres.
Le point le plus bas est situé au nord-est de Montarnaud en s'approchant de la limite avec Vailhauquès, dans la vallée de la Mosson. Le point le plus haut est situé au nord-ouest de Montarnaud, près de la limite avec Argelliers.

### Voies de communication
Montarnaud est directement accessible par l’autoroute A750, via la sortie 61.
Pour faciliter les déplacements pendulaires entre Montarnaud et les zones d'emplois montpelliéraines, un échangeur a été construit sur la route nationale RN109 (future autoroute A750) à hauteur de Montarnaud.
La commune est également traversée par le GR 653 qui suit le chemin moyenâgeux d'Arles à Saint-Jacques-de-Compostelle où un grand nombre de pèlerins et de marcheurs traversent Montarnaud.

### Climat
Pour des articles plus généraux, voir Climat de l'Occitanie et Climat de l'Hérault.
En 2010, le climat de la commune est de type climat méditerranéen franc, selon une étude s'appuyant sur une série de données couvrant la période 1971-2000. En 2020, Météo-France publie une typologie des climats de la France métropolitaine dans laquelle la commune est exposée à un climat méditerranéen et est dans la région climatique  Provence, Languedoc-Roussillon, caractérisée par une pluviométrie faible en été, un très bon ensoleillement (2 600 h/an), un été chaud (21,5 °C), un air très sec en été, sec en toutes saisons, des vents forts (fréquence de 40 à 50 % de vents > 5 m/s) et peu de brouillards.
Pour la période 1971-2000, la température annuelle moyenne est de 14,2 °C, avec une amplitude thermique annuelle de 16,3 °C. Le cumul annuel moyen de précipitations est de 831 mm, avec 6,5 jours de précipitations en janvier et 2,7 jours en juillet. Pour la période 1991-2020, la température moyenne annuelle observée sur la station météorologique la plus proche, située sur la commune de Prades-le-Lez à 14 km à vol d'oiseau, est de 14,6 °C et le cumul annuel moyen de précipitations est de 869,7 mm,. Pour l'avenir, les paramètres climatiques de la commune estimés pour 2050 selon différents scénarios d'émission de gaz à effet de serre sont consultables sur un site dédié publié par Météo-France en novembre 2022.

### Milieux naturels et biodiversité

#### Réseau Natura 2000

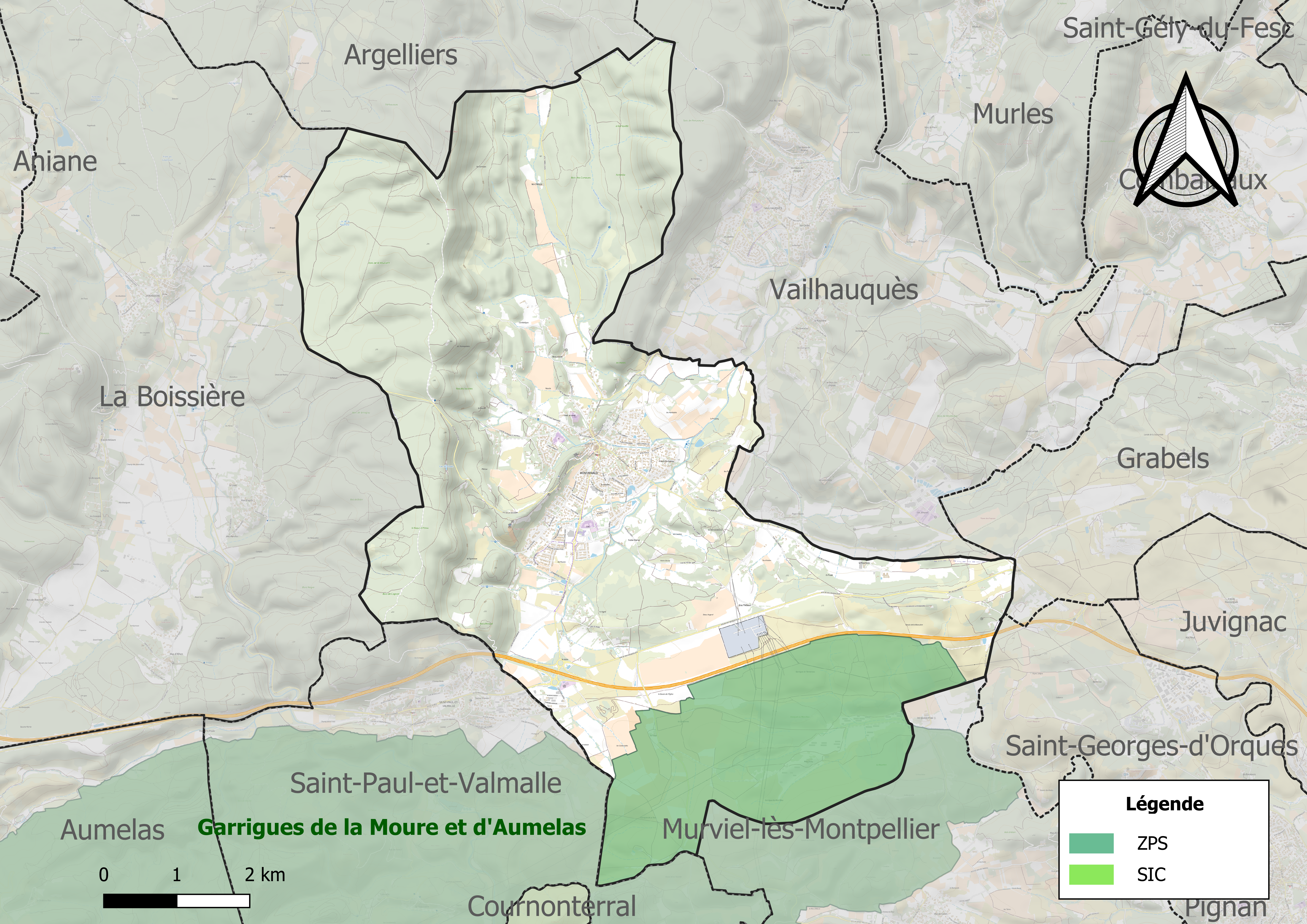
Site Natura 2000 sur le territoire communal.

Le réseau Natura 2000 est un réseau écologique européen de sites naturels d'intérêt écologique élaboré à partir des directives habitats et oiseaux, constitué de zones spéciales de conservation (ZSC) et de zones de protection spéciale (ZPS).
Un site Natura 2000 a été défini sur la commune au titre de la directive habitats :
- la « montagne de la Moure et Causse d'Aumelas », d'une superficie de 10 694 ha, présentant sur 20 % de son territoire un couvert de pelouses méditerranéennes à brachypode rameux (Brachypodium ramosum) bien entretenues grâce à une pratique pastorale encore très fréquente. Des landes, broussailles, recrus, maquis et garrigues et phrygana couvrent 45 %, et des forêts sempervirentes non-résineuses (chênaie verte et blanche avec de grands houx arborescents) pour 25 %. Sept espèces de chauve-souris, dont 3 d'intérêt communautaire, présentes sur le site[12] et un au titre de la directive oiseaux[11] :
- les « garrigues de la Moure et d'Aumelas », d'une superficie de 9 015 ha, abritant un couple nicheur d'Aigles de Bonelli. Ce site est aussi important pour l'aigle royal, comme zone d'alimentation des individus erratiques et d'un couple nicheur à proximité[13].

#### Zones naturelles d'intérêt écologique, faunistique et floristique
L’inventaire des zones naturelles d'intérêt écologique, faunistique et floristique (ZNIEFF) a pour objectif de réaliser une couverture des zones les plus intéressantes sur le plan écologique, essentiellement dans la perspective d’améliorer la connaissance du patrimoine naturel national et de fournir aux différents décideurs un outil d’aide à la prise en compte de l’environnement dans l’aménagement du territoire.
Deux ZNIEFF de type 1 sont recensées sur la commune :
- la « garrigue du Mas Dieu » (248 ha), couvrant 3 communes du département[15]. Le territoire du Mas Dieu, superbe garrigue située à quelques kilomètres du centre de la ville, constitue aujourd’hui le symbole d'une lutte citoyenne victorieuse pour la protection de l’environnement. Une mobilisation des populations de Montarnaud et de trois communes voisines et de leur municipalité, qui a défrayé la chronique au début des années 1990, a permis de sauvegarder ce territoire destiné à devenir une décharge accueillant les déchets de l’agglomération de Montpellier. Ce combat a notamment permis d’implanter une agriculture durable sur le Mas Dieu, avec la mise en place de viticulteurs et d’oléiculteurs et de pérenniser une activité pastorale. Aujourd’hui, un projet de valorisation de ce site voit le jour à travers la mise en place d’activités pédagogiques consacrées à la culture avec un théâtre de verdure, à la garrigue, à l’environnement, à l’agriculture durable et au pastoralisme, résultat du travail du SIADE du mas Dieu (syndicat intercommunal regroupant Montarnaud et les trois communes voisines)[16] ;
- la « mare du mas de la Tour » (2 ha)[17].

Deux autres ZNIEFF sont de type 2, : 
- le « causse d'Aumelas et montagne de la Moure » (16 237 ha), couvrant 16 communes du département[18] ;
- les « garrigues boisées du nord-ouest du Montpelliérais » (16 219 ha), couvrant 17 communes du département[19].

Carte des ZNIEFF de type 1 et 2 à Montarnaud.
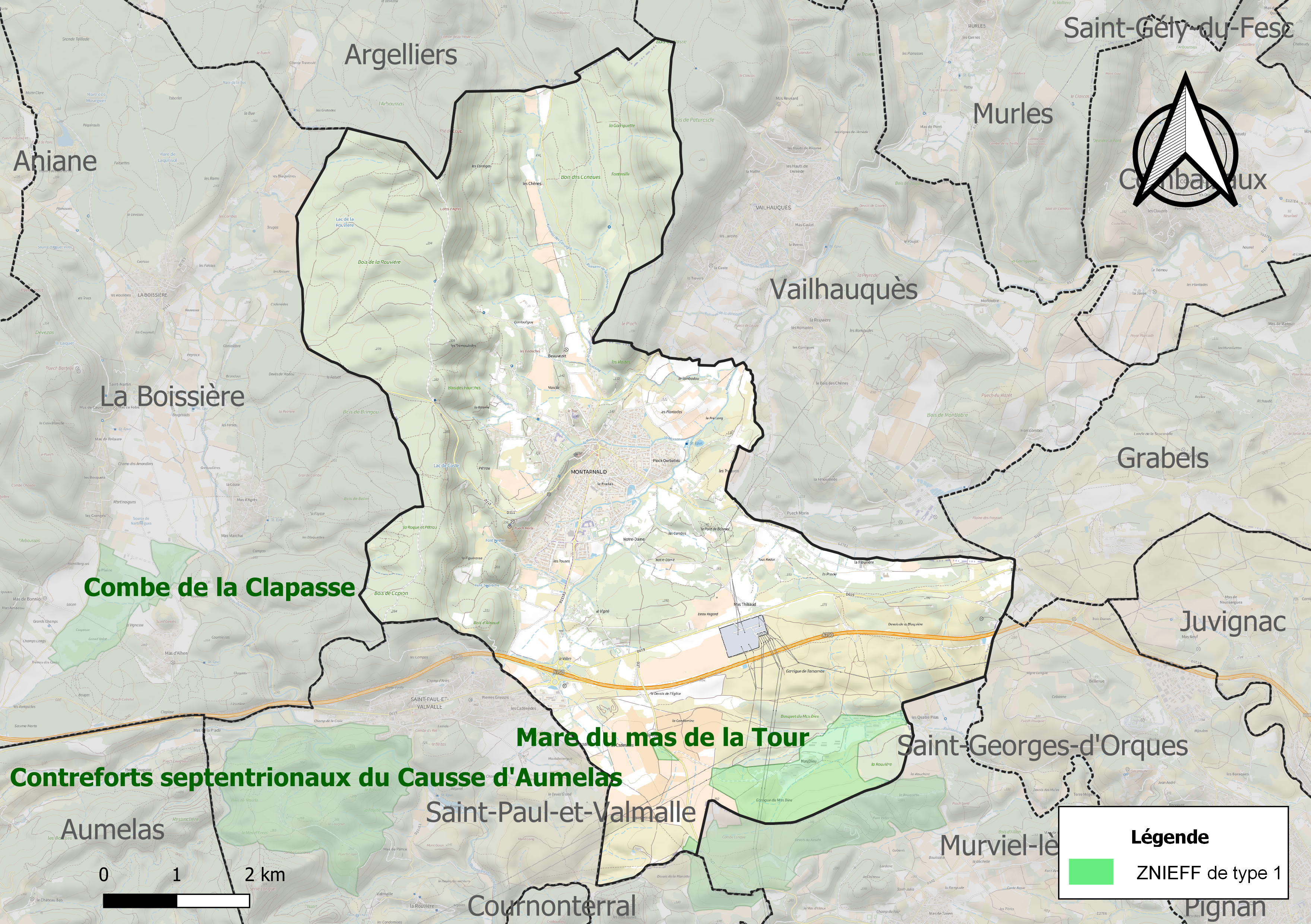
Carte des ZNIEFF de type 1 sur la commune.
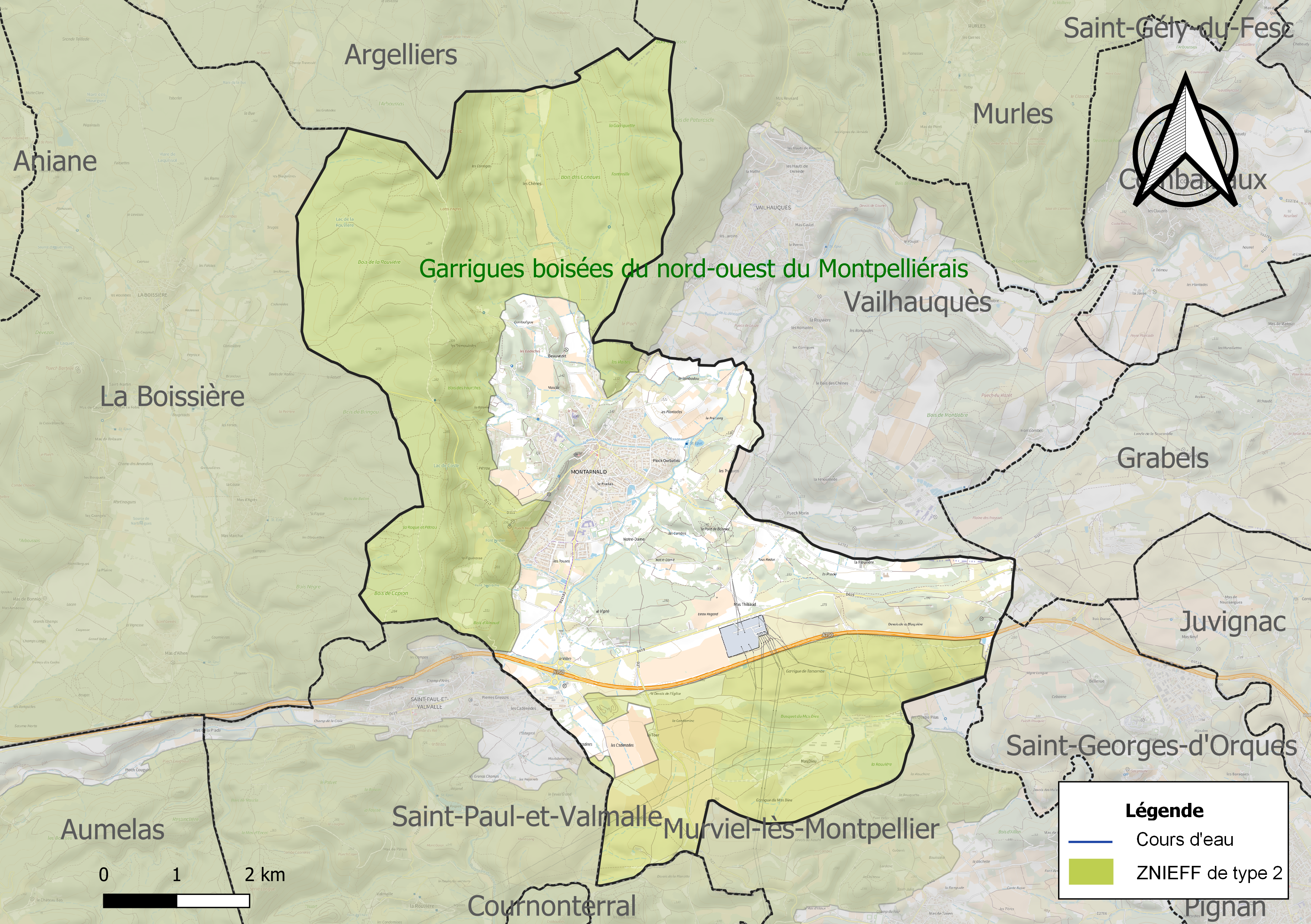
Carte des ZNIEFF de type 2 sur la commune.

## Urbanisme

### Typologie
Au 1er janvier 2024, Montarnaud est catégorisée bourg rural, selon la nouvelle grille communale de densité à sept niveaux définie par l'Insee en 2022.
Elle appartient à l'unité urbaine de Montarnaud, une unité urbaine monocommunale constituant une ville isolée,. Par ailleurs la commune fait partie de l'aire d'attraction de Montpellier, dont elle est une commune de la couronne,. Cette aire, qui regroupe 161 communes, est catégorisée dans les aires de 700 000 habitants ou plus (hors Paris),.

### Occupation des sols
L'occupation des sols de la commune, telle qu'elle ressort de la base de données européenne d’occupation biophysique des sols Corine Land Cover (CLC), est marquée par l'importance des forêts et milieux semi-naturels (60 % en 2018), en diminution par rapport à 1990 (67 %). La répartition détaillée en 2018 est la suivante : 
milieux à végétation arbustive et/ou herbacée (32,2 %), forêts (27,8 %), cultures permanentes (26,1 %), zones agricoles hétérogènes (7,5 %), zones urbanisées (6,4 %), terres arables (0,1 %). L'évolution de l’occupation des sols de la commune et de ses infrastructures peut être observée sur les différentes représentations cartographiques du territoire : la carte de Cassini (XVIIIe siècle), la carte d'état-major (1820-1866) et les cartes ou photos aériennes de l'IGN pour la période actuelle (1950 à aujourd'hui).

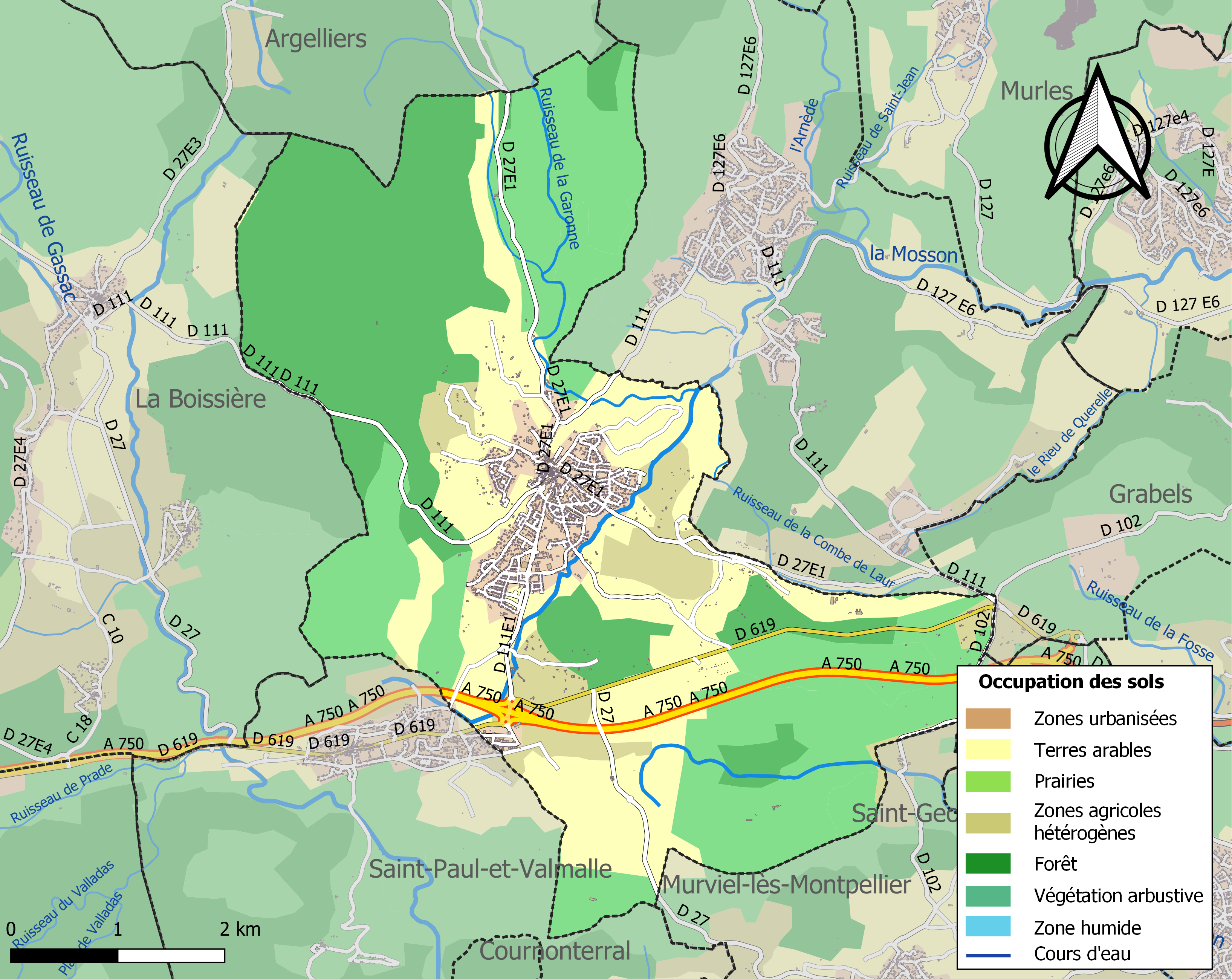
Carte des infrastructures et de l'occupation des sols de la commune en 2018 (CLC).

### Risques majeurs
Le territoire de la commune de Montarnaud est vulnérable à différents aléas naturels : météorologiques (tempête, orage, neige, grand froid, canicule ou sécheresse), inondations, feux de forêts et séisme (sismicité faible). Il est également exposé à un risque technologique,  le transport de matières dangereuses, et à un risque particulier : le risque de radon. Un site publié par le BRGM permet d'évaluer simplement et rapidement les risques d'un bien localisé soit par son adresse soit par le numéro de sa parcelle.

#### Risques naturels
La commune fait partie du territoire à risques importants d'inondation (TRI) de Montpellier-Lunel-Maugio-Palavas, regroupant 49 communes du bassin de vie de Montpellier et s'étendant sur les départements de l'Hérault et du Gard, un des 31 TRI qui ont été arrêtés fin 2012 sur le bassin Rhône-Méditerranée, retenu au regard des risques de submersions marines et de débordements du Vistre, du Vidourle, du Lez et de la Mosson. Parmi les événements significatifs antérieurs à 2019 qui ont touché le territoire, peuvent être citées les crues de septembre 2002 et de septembre 2003 (Vidourle) et les tempêtes de novembre 1982 et décembre 1997 qui ont touché le littoral. Des cartes des surfaces inondables ont été établies pour trois scénarios : fréquent (crue de temps de retour de 10 ans à 30 ans), moyen (temps de retour de 100 ans à 300 ans) et extrême (temps de retour de l'ordre de 1 000 ans, qui met en défaut tout système de protection). La commune a été reconnue en état de catastrophe naturelle au titre des dommages causés par les inondations et coulées de boue survenues en 1982, 1994, 2002, 2003, 2005, 2008, 2011, 2014 et 2016,.
Montarnaud est exposée au risque de feu de forêt. Un plan départemental de protection des forêts contre les incendies (PDPFCI) a été approuvé en juin 2013 et court jusqu'en 2022, où il doit être renouvelé. Les mesures individuelles de prévention contre les incendies sont précisées par deux arrêtés préfectoraux et s’appliquent dans les zones exposées aux incendies de forêt et à moins de 200 mètres de celles-ci. L’arrêté du 25 avril 2002 réglemente l'emploi du feu en interdisant notamment d’apporter du feu, de fumer et de jeter des mégots de cigarette dans les espaces sensibles et sur les voies qui les traversent sous peine de sanctions. L'arrêté du 11 mars 2013 rend le débroussaillement obligatoire, incombant au propriétaire ou ayant droit,.

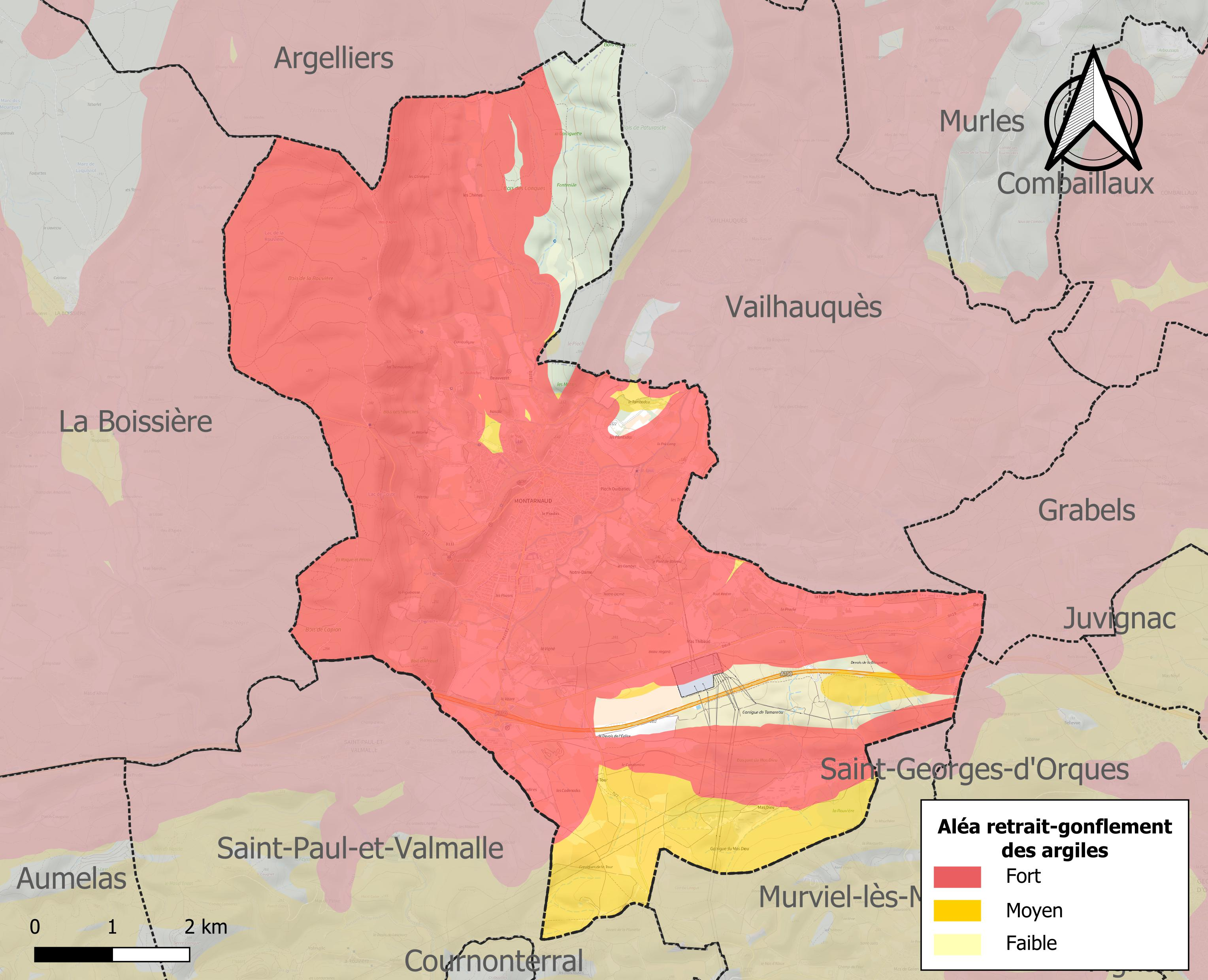
Carte des zones d'aléa retrait-gonflement des sols argileux de Montarnaud.

Le retrait-gonflement des sols argileux est susceptible d'engendrer des dommages importants aux bâtiments en cas d’alternance de périodes de sécheresse et de pluie. 89,3 % de la superficie communale est en aléa moyen ou fort (59,3 % au niveau départemental et 48,5 % au niveau national). Sur les 1 264 bâtiments dénombrés sur la commune en 2019, 1 264 sont en aléa moyen ou fort, soit 100 %, à comparer aux 85 % au niveau départemental et 54 % au niveau national. Une cartographie de l'exposition du territoire national au retrait gonflement des sols argileux est disponible sur le site du BRGM,.
Par ailleurs, afin de mieux appréhender le risque d’affaissement de terrain, l'inventaire national des cavités souterraines permet de localiser celles situées sur la commune.

#### Risques technologiques
Le risque de transport de matières dangereuses sur la commune est lié à sa traversée par des infrastructures routières ou ferroviaires importantes ou la présence d'une canalisation de transport d'hydrocarbures. Un accident se produisant sur de telles infrastructures est susceptible d’avoir des effets graves sur les biens, les personnes ou l'environnement, selon la nature du matériau transporté. Des dispositions d’urbanisme peuvent être préconisées en conséquence.

#### Risque particulier
Dans plusieurs parties du territoire national, le radon, accumulé dans certains logements ou autres locaux, peut constituer une source significative d’exposition de la population aux rayonnements ionisants. Certaines communes du département sont concernées par le risque radon à un niveau plus ou moins élevé. Selon la classification de 2018, la commune de Montarnaud est classée en zone 2, à savoir zone à potentiel radon faible mais sur lesquelles des facteurs géologiques particuliers peuvent faciliter le transfert du radon vers les bâtiments.

## Toponymie
La commune a été connue sous les variantes : el castel de Mont Arnalt (XIe s), lo castel de Mont Arnalt (1111), castrum de Montarnaldo (1114), castrum de Mont Arnald (1121), parrochia de S. Maria de Monte Arnaldo (1202), parrochia de Beate Marie Montisarnaudi (1320), Montarnaud (1526), Monternault (1622), Bois de Montarnaud (1770).

## Histoire

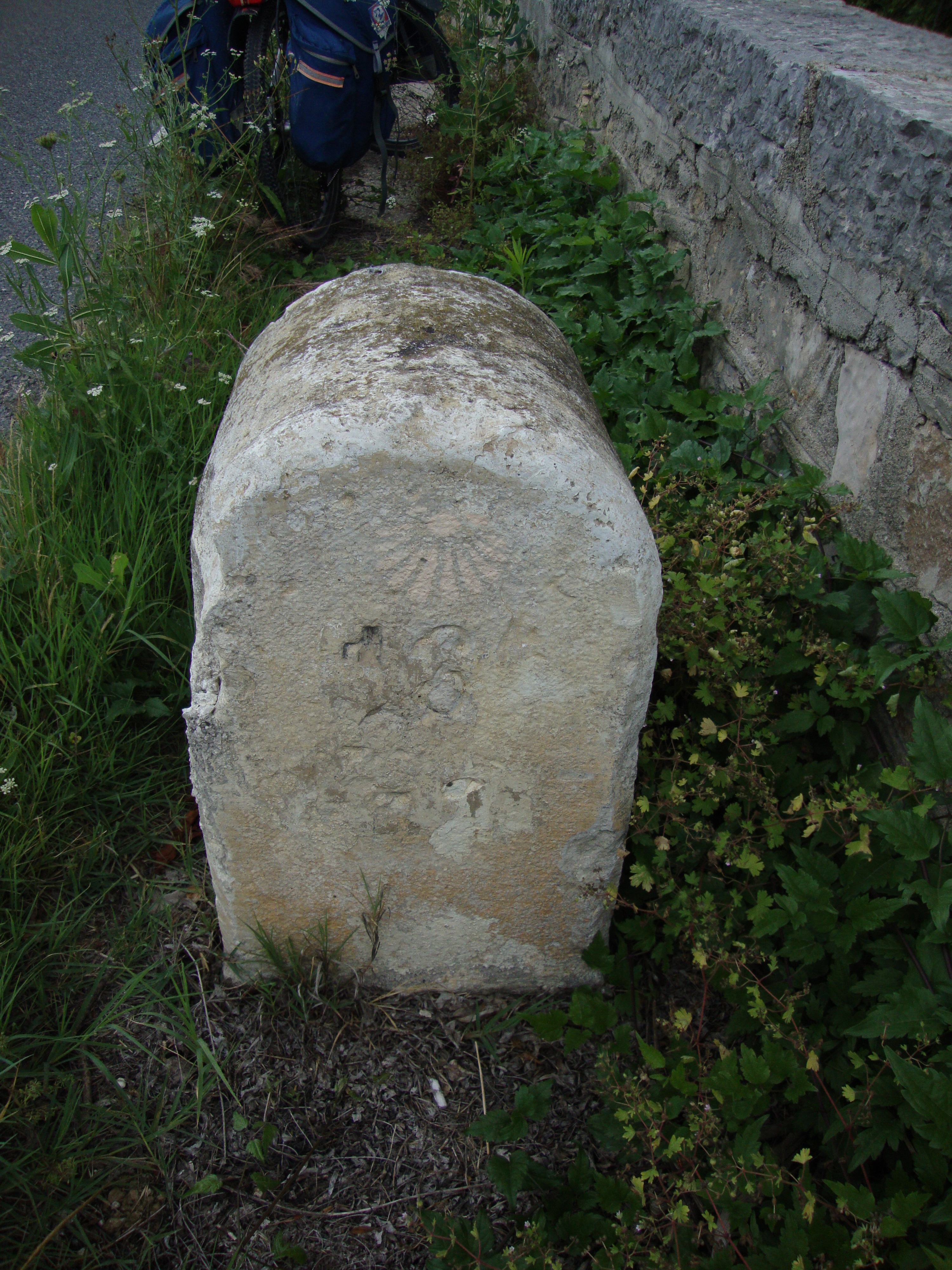
Borne jacquaire de la Via Tolosana, à Montarnaud.

Montarnaud est née à l'époque gallo-romaine, sur un site localisé au sud de la commune actuelle, proche du Mas Dieu. Quelques restes de villas gallo-romaines ont été identifiées.
En ce lieu, marqué par la présence d'une très ancienne église encore cartographiée en 1770 sur la carte de Cassini, Notre-Dame-de-Sestairanègues, le village a traversé les époques wisigothiques puis mérovingiennes.
La construction du château, au début du XIe siècle, a provoqué une migration progressive de ses habitants à proximité de la protection de ses murailles, sur le lieu actuel où se situe la commune.
Le 7 novembre 1935, un bombardier moyen Bloch 200 basé à Toulouse Francazal, s'écrase sur la commune. Les cinq membres de l'équipage n'ont pas survécu. Une stèle et un pupitre explicatif sont présents sur la colline au nord du chemin des Truquets.

## Politique et administration

### Circonscriptions administratives
La commune de Montarnaud appartient administrativement au canton d’Aniane et adhère à la communauté de communes Vallée de l’Hérault.

### Tendances politiques et résultats
Les résultats électoraux présentés dans le tableau ci-dessous démontrent une surreprésentation de la gauche radicale et surtout de l'extrême-droite au sein de la commune, par rapport au niveau national, au détriment des forces plus centrales.
| Scrutin             | Scrutin             | 1er tour | 1er tour    | 1er tour | 1er tour | 1er tour  | 1er tour | 1er tour | 1er tour   | 1er tour | 1er tour | 1er tour   | 1er tour | 2d tour | 2d tour | 2d tour | 2d tour | 2d tour | 2d tour |
| Scrutin             | Scrutin             | 1er      | 1er         | %        | 2e       | 2e        | %        | 3e       | 3e         | %        | 4e       | 4e         | %        | 1er     | 1er     | %       | 2e      | 2e      | %       |
| ------------------- | ------------------- | -------- | ----------- | -------- | -------- | --------- | -------- | -------- | ---------- | -------- | -------- | ---------- | -------- | ------- | ------- | ------- | ------- | ------- | ------- |
| Présidentielle 2017 | Présidentielle 2017 |          | FN          | 28,01    |          | LFI       | 24,43    |          | EM         | 21,35    |          | LR         | 13,96    |         | EM      | 58,13   |         | FN      | 41,87   |
| Présidentielle 2022 | Présidentielle 2022 |          | RN          | 26,94    |          | LFI       | 24,78    |          | LREM       | 22,53    |          | REC        | 8,53     |         | LREM    | 54,22   |         | RN      | 45,78   |
| Législatives 2022   | 4e                  |          | LFI (NUPES) | 26,18    |          | RN        | 23,38    |          | LREM (ENS) | 18,47    |          | PS (diss.) | 17,52    |         | LFI     | 52,37   |         | RN      | 47,63   |
| Législatives 2024   | 4e                  |          | RN          | 40,06    |          | LFI (NFP) | 35,84    |          | HOR (ENS)  | 21,83    |          | REC        | 2,05     |         | LFI     | 52,40   |         | RN      | 47,60   |

### Liste des maires
| Période           | Période           | Identité                | Étiquette         | Qualité                                             |
| ----------------- | ----------------- | ----------------------- | ----------------- | --------------------------------------------------- |
| 1784              | août 1786         | Jean Coste              |                   | Premier Consul                                      |
| 16 août 1786      | 1789              | Pierre Mellet           |                   | Premier Consul                                      |
| septembre 1790    | juin 1800         | François Reboul         |                   | Maréchal-ferrant                                    |
| août 1800         | juillet 1801      | Pierre Arnaud           |                   |                                                     |
| juillet 1801      | août 1815         | Joseph Capion           |                   |                                                     |
| août 1815         | février 1824      | Etienne Arnaud          |                   |                                                     |
| février 1824      | 3 octobre 1830    | Jean Thomas Alicot      |                   | Tisserand                                           |
| 3 octobre 1830    | juin 1831         | Jean Jonquet            |                   |                                                     |
| juin 1831         | 19 janvier 1840   | Joseph Capion           |                   |                                                     |
| 19 janvier 1840   | 14 juin 1851      | Jean-Louis Coste        |                   |                                                     |
| 14 juin 1851      | 29 août 1852      | François Mellet         |                   |                                                     |
| 29 août 1852      | 3 septembre 1865  | Antoine Martinier       |                   |                                                     |
| 3 septembre 1865  | 18 septembre 1870 | Etienne Frédéric Arnaud |                   |                                                     |
| 18 septembre 1870 | 9 mai 1871        | Pierre Azémar           |                   |                                                     |
| 9 mai 1871        | 8 octobre 1876    | Etienne Frédéric Arnaud |                   |                                                     |
| 8 octobre 1876    | 23 janvier 1881   | Pierre Azémar           |                   |                                                     |
| 23 janvier 1881   | 18 mai 1884       | Léonard Mage            |                   |                                                     |
| 18 mai 1884       | 20 mai 1888       | Casimir Coulet          |                   |                                                     |
| 20 mai 1888       | 17 mai 1896       | Jean Martinier          |                   |                                                     |
| 17 mai 1896       | 20 mai 1900       | Marcelin Fournier       |                   |                                                     |
| 20 mai 1900       | 20 mars 1910      | Emile Fournier          |                   |                                                     |
| 20 mars 1910      | décembre 1930     | Aimé Bonnet             | Radical           | Ingénieur agricole                                  |
| décembre 1930     | mai 1935          | Jacques Coupiac         |                   |                                                     |
| mai 1935          | août 1941         | Simon Sauvan            |                   | Tonnelier                                           |
| août 1941         | 24 août 1944      | Léopold Galibert        |                   |                                                     |
| 24 août 1944      | octobre 1944      | Simon Sauvan            |                   |                                                     |
| octobre 1944      | mai 1945          | Jean Fournier           |                   |                                                     |
| mai 1945          | mars 1971         | Pierre Castel           |                   | Docteur et professeur à l'université de Montpellier |
| mars 1971         | mars 1977         | Maurice Brun            |                   |                                                     |
| mars 1977         | 1979              | Louis David             |                   |                                                     |
| 1979              | mars 1989         | Georges Fournier        |                   |                                                     |
| mars 1989         | mars 2008         | Charles Maneiro         | GÉ puis Les Verts |                                                     |
| mars 2008         | 2020              | Gérard Cabello          | PCF               | Retraité Fonction publique                          |
| 2020              | En cours          | Jean-Pierre Pugens      | PS                |                                                     |

## Population et société

### Démographie
L'évolution du nombre d'habitants est connue à travers les recensements de la population effectués dans la commune depuis 1793. Pour les communes de moins de 10 000 habitants, une enquête de recensement portant sur toute la population est réalisée tous les cinq ans, les populations de référence des années intermédiaires étant quant à elles estimées par interpolation ou extrapolation. Pour la commune, le premier recensement exhaustif entrant dans le cadre du nouveau dispositif a été réalisé en 2007.

En 2022, la commune comptait 4 186 habitants, en évolution de +21,12 % par rapport à 2016 (Hérault : +7,49 %, France hors Mayotte : +2,11 %).
| 1793 | 1800 | 1806 | 1821 | 1831 | 1836 | 1841 | 1846 | 1851 |
| ---- | ---- | ---- | ---- | ---- | ---- | ---- | ---- | ---- |
| 417  | 448  | 467  | 477  | 495  | 482  | 499  | 526  | 551  |

| 1856 | 1861 | 1866 | 1872 | 1876 | 1881 | 1886 | 1891 | 1896 |
| ---- | ---- | ---- | ---- | ---- | ---- | ---- | ---- | ---- |
| 530  | 546  | 538  | 573  | 604  | 589  | 515  | 577  | 609  |

| 1901 | 1906 | 1911 | 1921 | 1926 | 1931 | 1936 | 1946 | 1954 |
| ---- | ---- | ---- | ---- | ---- | ---- | ---- | ---- | ---- |
| 620  | 714  | 674  | 715  | 625  | 640  | 574  | 532  | 533  |

| 1962 | 1968 | 1975 | 1982  | 1990  | 1999  | 2006  | 2007  | 2012  |
| ---- | ---- | ---- | ----- | ----- | ----- | ----- | ----- | ----- |
| 518  | 602  | 675  | 1 016 | 1 689 | 2 350 | 2 451 | 2 466 | 2 553 |

| 2017  | 2022  | - | - | - | - | - | - | - |
| ----- | ----- | - | - | - | - | - | - | - |
| 3 754 | 4 186 | - | - | - | - | - | - | - |

### Services
La commune dispose d’une crèche, d’un service jeunesse et d’un centre aéré adapté à tous les âges, d’un espace multimédia dynamique et d’une bibliothèque.

### Manifestations culturelles et festivités
Plus de cinquante associations humanitaires, environnementales, festives, sportives ou culturelles animent le village, parallèlement aux nombreuses manifestations organisées par la municipalité[réf. nécessaire]. Une fête votive est organisée le 15 août.

### Sports
La commune dispose d’un complexe de tennis, d’un stade de football équipé d’une pelouse synthétique et d’un terrain de boules. Des établissements proches permettent la pratique de presque toutes les disciplines équestres à tous les niveaux[réf. nécessaire].
En balle au tambourin, le Tambourin club montarnéen champion de France en 2010, défend les couleurs de Montarnaud en championnat de France de balle au tambourin. Le club a fini 2e du championnat de France 2011 et s'est qualifié pour la 17e coupe d'Europe de tambourin qui s'est déroulée le week-end du 7 et 8 juillet 2012 à Callienato (Italie). Elle termina 4e de cette compétition[réf. nécessaire].

## Économie

### Revenus
En 2018, la commune compte 1 473 ménages fiscaux, regroupant 4 087 personnes. La médiane du revenu disponible par unité de consommation est de 23 250 € (20 330 € dans le département). 53 % des ménages fiscaux sont imposés (45,8 % dans le département).

### Emploi
|                | 2008   | 2013   | 2018  |
| -------------- | ------ | ------ | ----- |
| Commune        | 6,7 %  | 8,5 %  | 9,4 % |
| Département    | 10,1 % | 11,9 % | 12 %  |
| France entière | 8,3 %  | 10 %   | 10 %  |

En 2018, la population âgée de 15 à 64 ans s'élève à 2 473 personnes, parmi lesquelles on compte 77,7 % d'actifs (68,3 % ayant un emploi et 9,4 % de chômeurs) et 22,3 % d'inactifs,. Depuis 2008, le taux de chômage communal (au sens du recensement) des 15-64 ans est inférieur à celui de la France et du département.
La commune fait partie de la couronne de l'aire d'attraction de Montpellier, du fait qu'au moins 15 % des actifs travaillent dans le pôle,. Elle compte 731 emplois en 2018, contre 448 en 2013 et 456 en 2008. Le nombre d'actifs ayant un emploi résidant dans la commune est de 1 710, soit un indicateur de concentration d'emploi de 42,8 % et un taux d'activité parmi les 15 ans ou plus de 66,7 %.
Sur ces 1 710 actifs de 15 ans ou plus ayant un emploi, 349 travaillent dans la commune, soit 20 % des habitants. Pour se rendre au travail, 89 % des habitants utilisent un véhicule personnel ou de fonction à quatre roues, 2,3 % les transports en commun, 5,3 % s'y rendent en deux-roues, à vélo ou à pied et 3,5 % n'ont pas besoin de transport (travail au domicile).

### Activités hors agriculture

#### Secteurs d'activités
379 établissements sont implantés  à Montarnaud au 31 décembre 2019. Le tableau ci-dessous en détaille le nombre par secteur d'activité et compare les ratios avec ceux du département,.
| Secteur d'activité                                                                                        | Commune | Commune | Département |
| Secteur d'activité                                                                                        | Nombre  | %       | %           |
| --- | ------- | ------- | ----------- |
| Ensemble                                                                                                  | 379     | 100 %   | (100 %)     |
| Industrie manufacturière, industries extractives et autres                                                | 24      | 6,3 %   | (6,7 %)     |
| Construction                                                                                              | 70      | 18,5 %  | (14,1 %)    |
| Commerce de gros et de détail, transports, hébergement et restauration                                    | 78      | 20,6 %  | (28 %)      |
| Information et communication                                                                              | 10      | 2,6 %   | (3,3 %)     |
| Activités financières et d'assurance                                                                      | 9       | 2,4 %   | (3,2 %)     |
| Activités immobilières                                                                                    | 15      | 4 %     | (5,3 %)     |
| Activités spécialisées, scientifiques et techniques et activités de services administratifs et de soutien | 60      | 15,8 %  | (17,1 %)    |
| Administration publique, enseignement, santé humaine et action sociale                                    | 78      | 20,6 %  | (14,2 %)    |
| Autres activités de services                                                                              | 35      | 9,2 %   | (8,1 %)     |

Le secteur de l'administration publique, l'enseignement, la santé humaine et l'action sociale est prépondérant sur la commune puisqu'il représente 20,6 % du nombre total d'établissements de la commune (78 sur les 379 entreprises implantées  à Montarnaud), contre 14,2 % au niveau départemental.

#### Entreprises et commerces
Les cinq entreprises ayant leur siège social sur le territoire communal qui génèrent le plus de chiffre d'affaires en 2020 sont : 
- Promont, supermarchés (16 752 k€)
- Clinique ST Antoine S A, activités hospitalières (3 901 k€)
- Echafacades, travaux de maçonnerie générale et gros œuvre de bâtiment (2 543 k€)
- Societe Montage Barascud - Somoba, commerce de détail de meubles (1 208 k€)
- Totem Mediterranee, activités des agences de publicité (565 k€)

L'arrivée de la vigne, au XIXe siècle, s'est accompagnée d'un essor démographique marqué, alors qu'auparavant, sa population stagnait autour des 600 habitants. Les vignes entourent le village. Cependant, la crise viticole a laissé des traces puisqu'un grand nombre d’entre elles ont été arrachées. La cave coopérative, l’un des bâtiments les plus imposants de Montarnaud, dans l’attente d’une reconversion. Par contre, les viticulteurs qui ont résisté à la crise produisent aujourd’hui un vin de qualité, dont la renommée s’accroît.
La commune comprend plus de 80 commerces, artisans et PME. À proximité de l'échangeur, une zone d'activité économique a été mise en place par la communauté de communes Vallée de l'Hérault.

### Agriculture
La commune est dans les Garrigues, une petite région agricole occupant une partie du centre et du nord-est du département de l'Hérault. En 2020, l'orientation technico-économique de l'agriculture  sur la commune est la culture de fruits ou d'autres cultures permanentes.
|               | 1988  | 2000 | 2010 | 2020 |
| ------------- | ----- | ---- | ---- | ---- |
| Exploitations | 55    | 30   | 22   | 22   |
| SAU (ha)      | 1 702 | 738  | 769  | 769  |

Le nombre d'exploitations agricoles en activité et ayant leur siège dans la commune est passé de 55 lors du recensement agricole de 1988  à 30 en 2000 puis à 22 en 2010 et enfin à 22 en 2020, soit une baisse de 60 % en 32 ans. Le même mouvement est observé à l'échelle du département qui a perdu pendant cette période 67 % de ses exploitations,. La surface agricole utilisée sur la commune a également diminué, passant de 1702 ha en 1988 à 769 ha en 2020. Parallèlement la surface agricole utilisée moyenne par exploitation a augmenté, passant de 31 à 35 ha.

## Culture locale et patrimoine

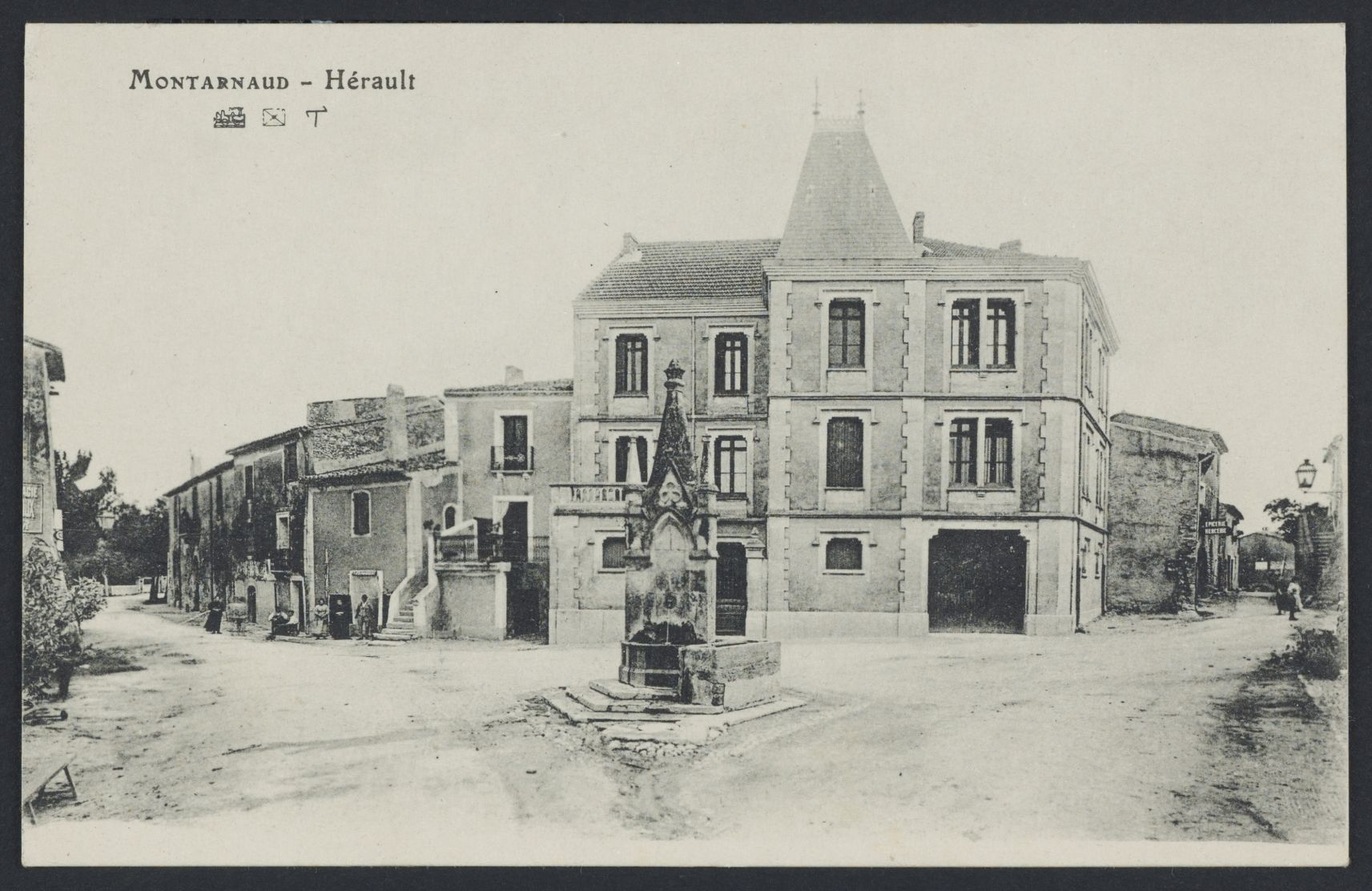
Carte postale de la place (fin XIXe - début).

### Lieux et monuments

#### Le château de Montarnaud
Le château de Montarnaud est l’un des plus anciens de la région ; il a connu bien des événements depuis sa construction au XIe siècle. Tout d’abord propriété des seigneurs de Montpellier, il fut reconstruit au XIVe siècle, assiégé et en partie détruit pendant les guerres de religion, puis démantelé par Richelieu avant d’être reconstruit au XVIIe siècle. Malgré plusieurs reconstructions, il a conservé son aspect ancien et la plupart de ses fortifications. Propriété privée des descendants des Turenne, il n’est pas ouvert au public, même si ses abords et la chapelle castrale romane Notre-Dame-du-Fort, cédée à la commune, sont accessibles.

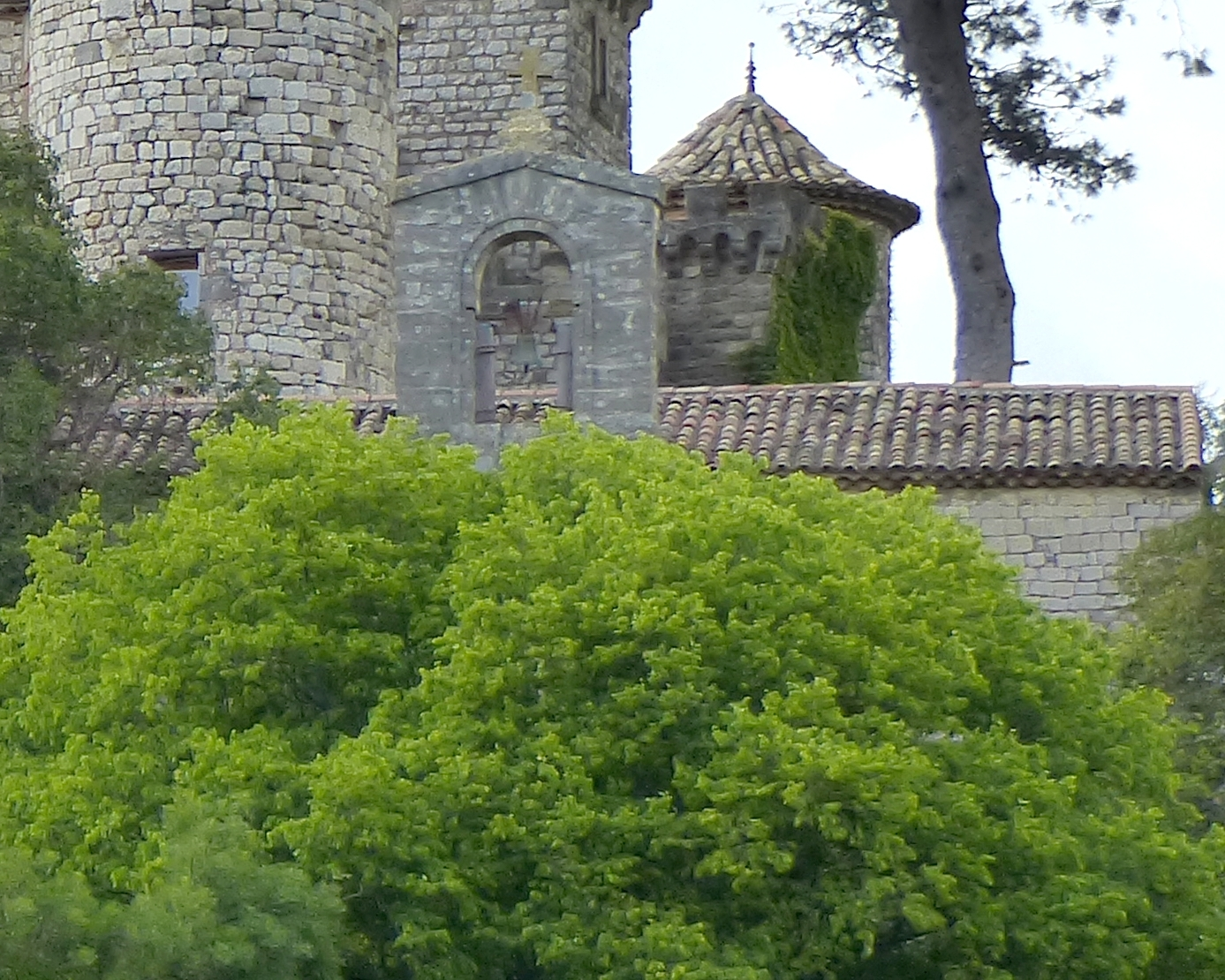
Église Notre-Dame-du-Fort de Montarnaud

##### Chapelle castrale romane Notre-Dame-du-Fort ou Église Notre-Dame-du-Fort de Montarnaud
L'édifice a été inscrit au titre des monuments historiques en 1992.
Cette chapelle ou église, est l’ancienne église du château ; elle possède d’ailleurs une tribune qui communiquait directement avec cet édifice. Construite à la fin du XIe siècle ou au début du XIIe siècle, de style roman, elle fait partie de cette série d’églises et de chapelles que l’on nomme castellanes, érigées dans la structure même de la fortification du château. Devenue église paroissiale, elle a été utilisée jusqu’au début du XIXe siècle, date à laquelle, devenue trop petite pour accueillir les habitants, une nouvelle église fut construite. De nos jours, après sa restauration, elle est utilisée dans le cadre d’expositions et de concerts;
- Particularité méditerranéenne, Montarnaud est doté d’un campanile surmonté d’une horloge publique, qui témoigne d’une opposition entre église et bourgeoisie. Le clocher de l’église marque le temps au rythme religieux, le campanile au rythme de l’agriculture et du commerce.

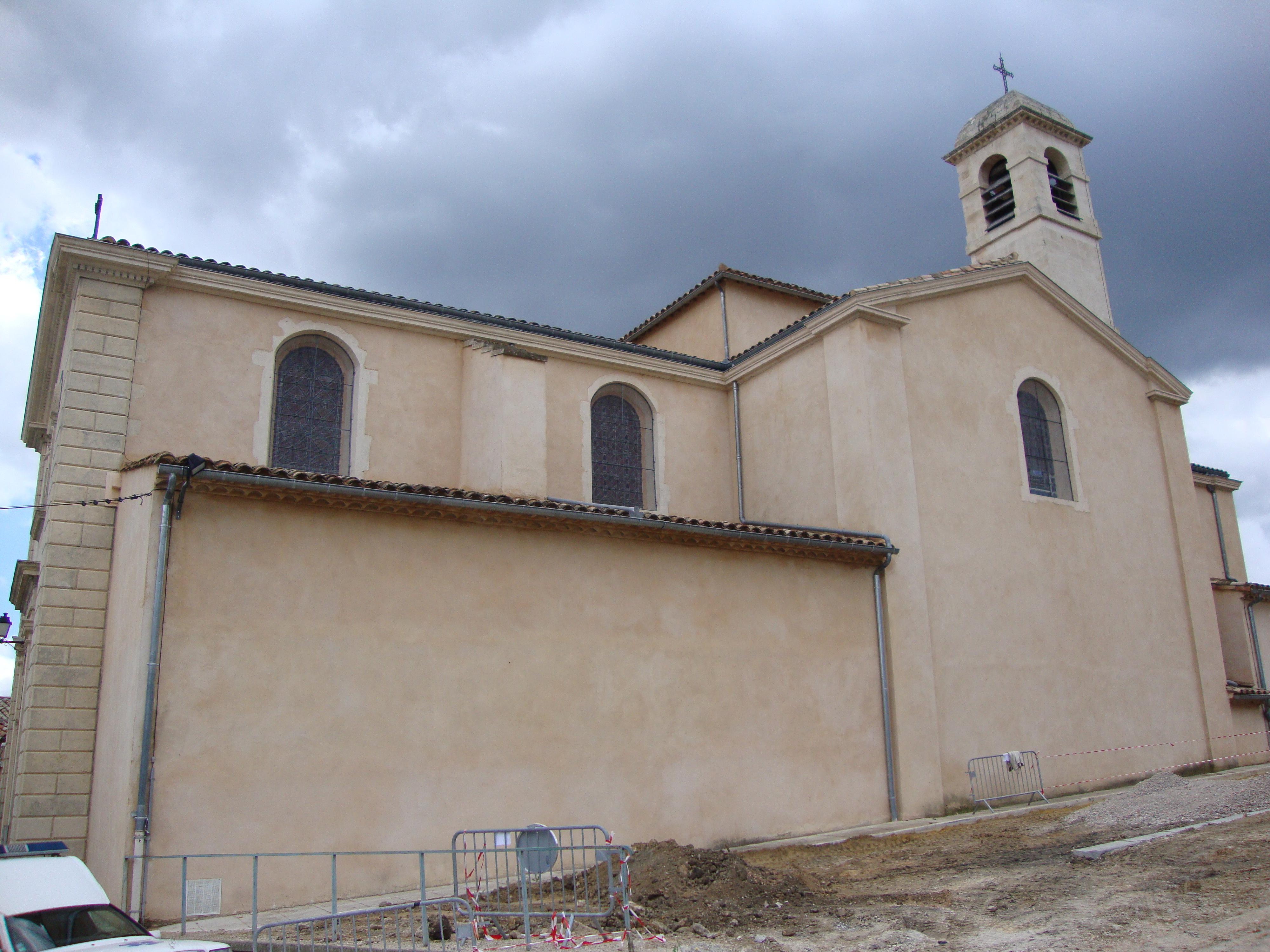
Église de l'Assomption-de-Notre-Dame de Montarnaud

- Église de l'Assomption-de-Notre-Dame de MontarnaudLa tour de l'horloge et son mécanisme d'horlogerie.
- L'église paroissiale de l'Assomption-de-Notre-Dame de Montarnaud datant du XIXe siècle et ses superbes en trompe-l’œil. L'édifice est référencé dans la base Mérimée et à l'Inventaire général Région Occitanie[75]. De nombreux objets sont référencés dans la base Palissy (voir les notices liées)[75].
- Les maisons vigneronnes (avenue d'Argelliers)
- Le monument aux morts de la Première Guerre mondiale, où figurent : « La commune de Montarnaud à ses enfants morts pour la patrie 1914-1918 : Joly Gaston, Calvet Louis, Bonnal Jacques, Molière Mathieu, Higounet Gustave, Durand Louis, Pontier Joseph, Coupiac Alfred, Calvet Agapy, Calvet Fernand, Ravaille Casimir, Reun Jacques, Beauzely Aimé, Escary Émile, Fournier Léon ».
- La stèle du crash d'un avion militaire : « En mémoire de l'équipage de l'avion A190 de l'escadre 101/II : lieutenant Martel, chef de bord, adjudant Bertrand, premier pilote, Sergent Kremer, mitrailleur, sergent Nunondo, radio, sergent Rousseaux, mécanicien, morts en service commandé le 7 novembre 1935 ».

### Personnalités liées à la commune
- Jean de Balthazard de Simmeren (vers 1600 - vers 1688) épouse le 25 juillet 1648 au château de Montarnaud, Madeleine de Brignac, fille de François de Brignac, baron de Montarnaud.

### Héraldique
| Blason de Montarnaud | Les armes de Montarnaud se blasonnent ainsi : « d'argent à une montagne de sable surmontée d'une croix du même ». |